# Chicago Transit Authority (album)
Chicago Transit Authority (ook wel Chicago of Chicago I genoemd) is het
debuutmuziekalbum van de Amerikaanse band Chicago. De band heette toen nog Chicago Transit Authority, maar direct na de release in april 1969 van het album, werd de naam op last van het vervoersbedrijf Chicago Transit Authority afgekort tot Chicago.
De muziek voor dit album is tot stand gekomen tijdens 7 maanden oefenen en diverse concerten. Onder leiding van producer James William Guercio kreeg het album invloeden van zowel van bigband-jazz, maar ook van soul en rock. Guercio produceerde ook het tweede album van de Britse groep Blood, Sweat & Tears, waarmee Chicago vaak vergeleken wordt.
De band kreeg nav dit album een uitnodiging van Duke Ellington voor een optreden in zijn televisieprogramma.
Dit album werd in 1970 onderscheiden met een Edison.

## Musici
- Robert Lamm – toetsen, zang;
- Terry Kath – gitaar, zang
- Peter Cetera – basgitaar, zang
- Walter Parazaider – saxofoon en dwarsfluit; zang
- Lee Loughnane – trompet en zang
- James Pankow – trombone;
- Daniel Seraphine – slagwerk;
- James William Guercio – geen instrument, maar heeft een heel grote invloed op de klank.

## Composities
CD1:
1. Introduction (6:34)
2. Does anybody really know what time it is? (*)(4:34)
3. Beginnings (7;50) (*)(LP omdraaien)
4. Questions 67 & 68 (4:59)(*)
5. Listen (3:21)
6. Poem 58 (8:36)

CD2
1. Free form guitar (6 :46)
2. South California purples (6:10)
3. I'm a man (7:41) (LP omdraaien)
4. Prologue, 29 augustus 1968 (0:57)
5. Someday, 29 augustus 1968 (4:11)
6. Liberation (14:38)

- Beginnings eindigt in een percussiesolo voor alle leden van de band, maar begint als een "gewone" song.
- Free form guitar is een vroege distortioncompositie van Terry Kath, het past qua soort muziek niet op het album, maar vanwege het experiment weer wel; Kath bespeelt een Fender Stratocaster door een Snowman versterker.
- I’m a man is een compositie van Muff Winwood en Jimmy Miller van The Spencer Davis Group, ook hier veel percussie, maar ook snijdend gitaarwerk van Terry Kath. Dit nummer was door zijn lengte op single in twee stukken gedeeld: part one en part two.
- Prologue is opgenomen tijdens een conventie van de Democratische Partij op genoemde datum waarbij zwarte militanten (zoals ze destijds genoemd werden) de orde verstoren en aandacht vragen voor hun achterstelling. Ze beginnen een mars, maar worden gestoord door optreden van de politie, waarop de leus "The Whole World is Watching" losbarst.
- Liberation is een live-opname, die in één keer in de studio op de band is vastgelegd en waaraan niet meer (geluidstechnisch) gesleuteld is tot de remastering voor compact disc.

(*) zijn singles die van het album zijn gekomen. De singles doen het in eerste instantie niet zo geweldig, maar als ze later opnieuw worden uitgebracht, worden ze wel een succes (in de Verenigde Staten dan).
Er wordt niet genoemd welk lid welke compositie heeft geschreven, men werkte als een collectief. Later werden de componisten wel genoemd.
Bij de eerste uitgave op compact disc (ongeveer maart 1983) durft men het nog niet aan het album op één plaatje te branden, men volgt de elpees; de geremasterde versie, die in 2002 verschijnt bestaat uit één cd. De hoes vermeldt nog Chicago Transit Authority; de rug echter niet.